# Im Dienst des Diktators
Im Dienst des Diktators: Leben und Flucht eines nordkoreanischen Agenten (tạm dịch: Phụng sự Nhà độc tài: Cuộc đời và Hành trình của đặc vụ Bắc Triều Tiên) là cuốn tiểu sử của người đào thoát khỏi Bắc Triều Tiên tên Kim Jong-ryul tiết lộ thông tin về lối sống xa hoa của nhà lãnh đạo Bắc Triều Tiên Kim Nhật Thành và con là Kim Jong-il. Cuốn sách này do hai nhà báo người Áo là Ingrid Steiner-Gashi và Dardan Gashi viết chung rồi được hãng Ueberreuter xuất bản vào tháng 3 năm 2010.
Năm 2010, đích thân Kim Jong-ryul đã đến chia sẻ kinh nghiệm hồi còn là "người mua hàng" cho giới thượng lưu Bắc Triều Tiên sau 16 năm ẩn náu ở Áo. Mặc dù việc chỉ trích Kim Jong-il có thể gây nguy hiểm đến tính mạng của bản thân và gia đình, Kim Jong Ryul vẫn nói với hãng tin AP, "Nếu không có cuốn sách này thì tôi không muốn chết. Giờ đây tôi có thể chết với lương tâm trong sáng".

## Nội dung
Kim Jong-ryul đã dành khoảng 20 năm để hoàn thành danh sách sản phẩm yêu thích dành cho giới chức nomenklatura của Bắc Triều Tiên bằng cách mua sắm và buôn lậu hàng hóa đắt tiền vào Bắc Triều Tiên. Những món đồ này bao gồm loại giấy dán tường bằng lụa, súng ngắn mạ vàng và các loại xe sang. Ông dành phần lớn thời gian hoạt động bên ngoài thủ đô Viên của Áo. Kim Jong-ryul từng là phiên dịch cho một nhóm đầu bếp Bắc Triều Tiên được chỉ dẫn "học đủ mọi thứ" về nền ẩm thực Áo. Kim Jong-ryul và nhóm kỹ sư còn được chính phủ giao nhiệm vụ sao chép cả một chiếc Mercedes-Benz.